# Klein-Radisch
Klein-Radisch, obersorbisch Radšowkⓘ, ist mit unter 40 Einwohnern der kleinste der 18 Ortsteile der ostsächsischen Gemeinde Boxberg/O.L. im Landkreis Görlitz. Das Namenspräfix (im Sorbischen mit -suffix) des im sorbischen Siedlungsgebiet der Oberlausitz gelegenen Ortes dient der Abgrenzung von dem rund 10 Kilometer entfernten Dorf Groß Radisch (Radšow).

## Geographie
In Form eines Straßendorfes liegt Klein-Radisch östlich von Klitten, südlich der Straße nach Kreba. Östlich des Ortes verläuft das Weigersdorfer Fließ. Östlich und südlich der Ortslage befinden sich Reste eines ehemals ausgedehnten Niedermoorkomplexes.
Umgebende Ortschaften sind Reichwalde im Norden, Kreba und Tschernske im Osten, Neudorf und Mücka im Südosten, Förstgen im Süden, Tauer und Zimpel im Südwesten, Klitten mit Jahmen und Klein-Oelsa im Westen und Dürrbach im Nordwesten.

## Geschichte
Erstmals urkundlich erwähnt wird das Dorff Radisch 1519 in einer Teilungsurkunde der Herrschaft Baruth, zu der es sicherlich schon Ende des 15. Jahrhunderts gehörte. Das Rittergut Mücka kaufte später das nach Klitten eingepfarrte Dorf.
Anfang des 20. Jahrhunderts wurde unter dem Dorf Braunkohle entdeckt. Durch den Verkauf der Gehöfte an die Eintracht Braunkohlenwerke und Brikettfabriken AG, bei dem bis zum Ortsabbruch Wohnrecht gewährt wurde, kam es erst 1948 nach einer gesellschaftspolitischen Umwälzung zur Elektrifizierung des Dorfes.
Gegen Ende des Zweiten Weltkriegs wurde in Klein-Radisch bis Januar 1945 ein Außenlager des KZ Groß-Rosen betrieben, dessen Häftlinge in der Landwirtschaft Zwangsarbeit verrichten mussten.
Zusammen mit Zimpel-Tauer wurde Klein-Radisch am 1. März 1973 nach Klitten eingemeindet.

### Bevölkerungsentwicklung
| Jahr | Einwohner |
| ---- | --------- |
| 1825 | 78        |
| 1863 | 110       |
| 1871 | 103       |
| 1885 | 105       |
| 1905 | 102       |
| 1925 | 83        |
| 1939 | 67        |
| 1946 | 55        |
| 1971 | 55        |
| 1999 | 44        |
| 2003 | 42        |
| 2008 | 39        |

Im Jahr 1777 lebten in Klein-Radisch verteilt auf elf Wirtschaften fünf besessene Mann, zwei Gärtner und vier Häusler.
Die Bevölkerung von Klein-Radisch war nie sehr groß. Abgesehen von einer Periode Mitte des 19. Jahrhunderts bis Anfang des 20. Jahrhunderts lag die Einwohnerzahl immer unter 100. Seit dieser Zeit fällt sie langsam aber kontinuierlich. Waren 1925 mit 83 Einwohnern noch fünf mehr vorhanden, als dies 100 Jahre zuvor der Fall war, so wurden 1946 nur noch 55 und zur Jahrtausendwende noch 44 Einwohner gezählt, die in 13 Gehöften leben.
Noch im 19. Jahrhundert war die Bevölkerung überwiegend sorbisch. Im Jahr 1863 waren 95 der 110 Einwohner Sorben, etwa 20 Jahre später ermittelte Arnošt Muka unter den 102 Einwohnern 85 Sorben. Dies entspricht einem 86-prozentigem sorbischen Bevölkerungsanteil im Jahr 1863 und einem 83-prozentigem Anteil im Jahr 1884. Ernst Tschernik zählte 1956 in der Gemeinde Klein-Radisch einen sorbischsprachigen Bevölkerungsanteil von noch 52,2 %. Seitdem ist der Gebrauch des Sorbischen im Ort weiter stark zurückgegangen.

### Ortsname
Der Ortsname ist wie bei Groß Radisch sicherlich von einem Personennamen abgeleitet worden. Der heutige sorbische Name Radšowk ist eine Bildung aus dem sorbischen Namen Groß Radischs, Radšow, mit dem Verkleinerungssuffix -k.
In früherer Zeit erfolgte die Bildung sicherlich mit -c, worauf die deutsche Namensform Ratzschholtz aus dem Jahr 1658 hindeutet. Das Suffix -holz wird in sorbischen Namen häufig durch -owc gebildet, welches bei Radšowc vorhanden ist. Ein Namenspräfix ist 1737 mit Klein Radischholz nachweisbar, 1791 entfiel bei Klein-Radisch auch das Suffix -holz.
Jüngere Vorkommen des sorbischen Namens sind Maly Raczowczk (1800), Maly Radšow (1835), Mały Radšow (1843) und Radšowk (1969).

## Sehenswürdigkeiten

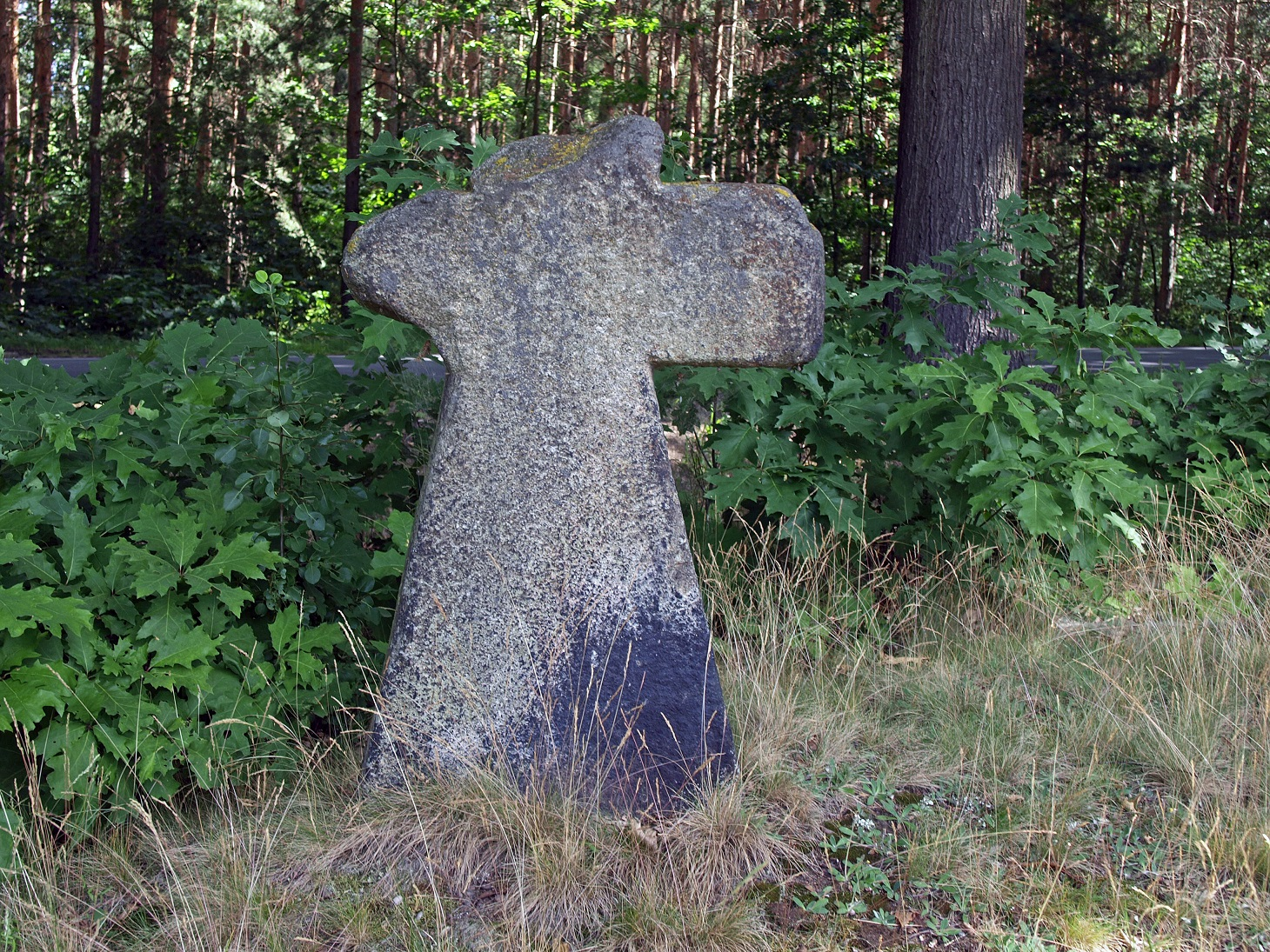
Steinkreuz in Klein-Radisch

An der Straße von Klitten nach Klein-Radisch steht ein spätmittelalterliches, etwa ein Meter großes Sühnekreuz in Malteserform. Vergleichbar mit dem Merzdorfer Sühnekreuz in Bärwalde ist auch das Klein-Radischer Kreuz an einem Arm deformiert, zudem auch am Kopf.